# Chiesa polacco-cattolica del Canada

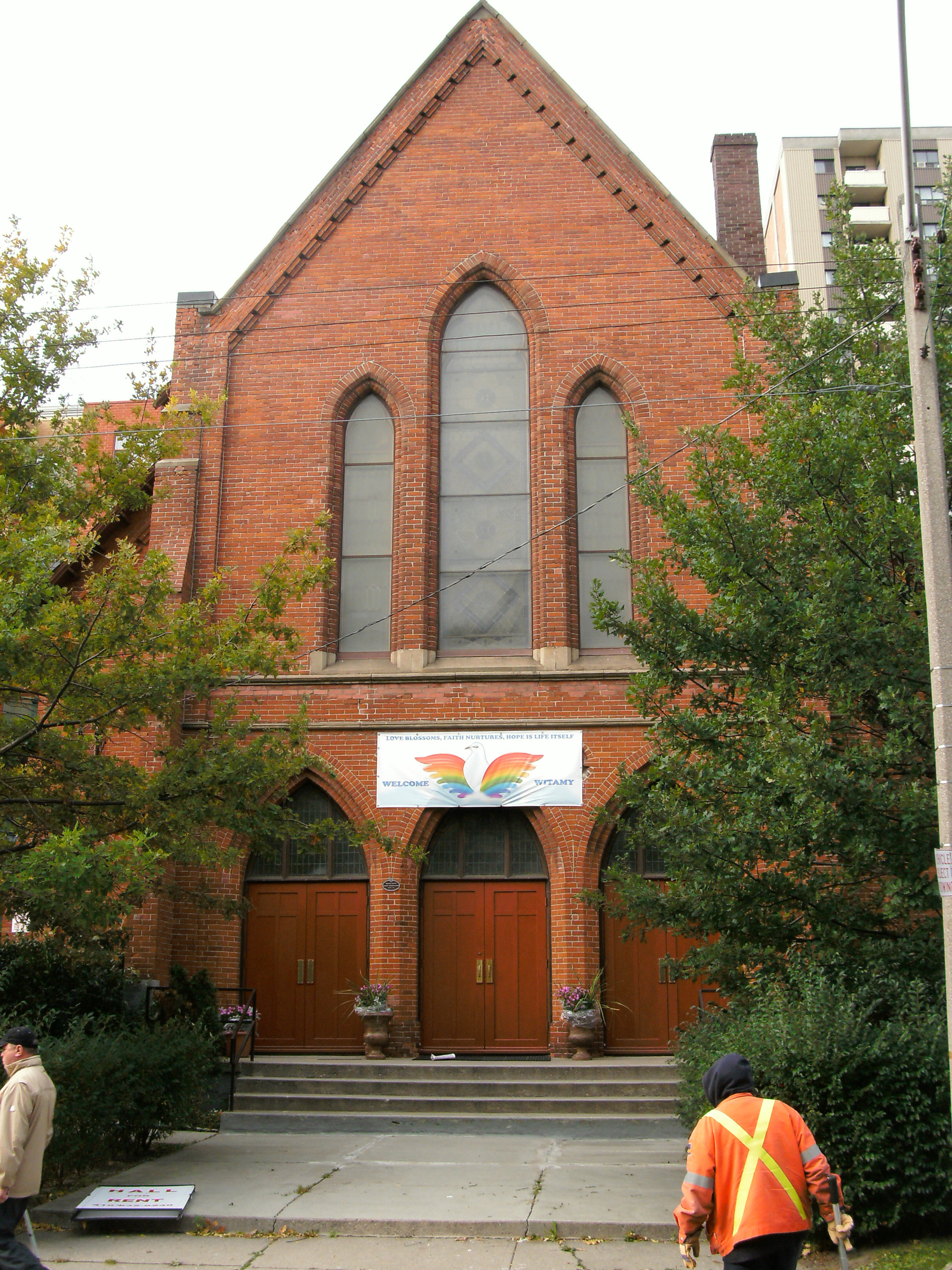
La Cattedrale di San Giovanni

La chiesa polacco-cattolica del Canada ((EN)  Polish-Catholic Church of Canada) è stata tra il 2005 e il 2009 una delle chiese vetero-cattoliche etniche polacche ("polacco-cattoliche") presenti in Canada. Il capo della Chiesa in Canada è Zbigniew Kozar.

## Storia
Intorno al 1880 venne fondata in Nord America la Chiesa cattolica nazionale polacca, per servire i cattolici di lingua polacca in contrapposizione alle parrocchie create dal clero irlandese e tedesco. Nel 1907 il primo vescovo polacco-cattolico fu consacrato dall'Arcivescovo di Utrecht, e la Chiesa cattolica nazionale polacca rimase membro dell'Unione di Utrecht fino al 2004, quando fu espulsa per l'impossibilità di trovare un punto di accordo sulla questione dell'ordinazione femminile.
Nel 2004 i fedeli ed il clero della parrocchia della Cattedrale di San Giovanni Battista di Toronto chiesero di essere riammessi nell'Unione di Utrecht. La Conferenza episcopale vetero-cattolica internazionale decise che la cattedrale sarebbe stata posta sotto la diretta giurisdizione dell'Arcivescovo di Utrecht, creando così un contenzioso sulla proprietà della parrocchia polacco-cattolica di San Giovanni di Toronto tra la Chiesa polacco-cattolica del Canada, e la Chiesa cattolica nazionale polacca. Pur rimanendo nominalmente Cattedrale della Chiesa cattolica nazionale polacca, la Chiesa di San Giovanni è al momento ancora nelle mani della Chiesa polacco-cattolica del Canada, mentre i membri della Chiesa madre celebrano i loro servizi in un edificio di proprietà della Chiesa unita del Canada. Nel 2005 l'Unione di Utrecht ha deciso che la parrocchia sarebbe stata riconosciuta come parrocchia dell'Unione e che la competenza dell'amministrazione spirituale ordinaria sarebbe stata assegnata al locale vescovo anglicano (attualmente Colin Johnson), nonostante fosse al contempo assegnato l'incarico di supervisore ad un vescovo dell'Unione.
Nel mese di maggio 2009 la Chiesa polacco-cattolica del Canada è uscita dall'Unione di Utrecht, tornando a far parte della Chiesa cattolica nazionale polacca.

## La dottrina della Chiesa polacco-cattolica del Canada
La dottrina di questa Chiesa è la stessa delle altre Chiese dell'Unione di Utrecht, con lievi differenze. A differenza delle altre Chiese, infatti, prevede l'obbligo di confessione privata fino all'età di 18 anni, mentre i fedeli maggiorenni possono accedere al perdono dei peccati durante la Messa. I riti si tengono in lingua inglese e polacca.